# Haute école fédérale de sport de Macolin
 (janvier 2018).
La Haute école fédérale de sport de Macolin (HEFSM) dépend de l’Office fédéral du sport et est rattachée à la Haute école spécialisée bernoise. La loi fédérale de 2011 sur l’encouragement du sport (LESp) et son ordonnance de 2012 (OESp) constituent la base légale de cette institution.

## Historique
Le 3 mars 1944, le Conseil fédéral charge le Département fédéral militaire de créer une École fédérale de gymnastique et de sport à Macolin. Le choix du site de Macolin initie un long processus de développement du sport suisse. L'École fédérale de gymnastique et de sport est inscrite dans la loi en 1947. Ses tâches et son organisation sont fixées dans une décision administrative en 1948, décision qui constitue la base légale de toutes ses activités jusqu'en 1972, en particulier dans les domaines de la formation, de la recherche, des conseils, des publications et des films, ainsi que de l'administration.
Dès le début, il est prévu d'implanter aussi un centre de recherches à Macolin. Celui-ci ne devient toutefois réalité qu'en 1966 avec la création de l'Institut des sciences du sport de Macolin.
En 1989, l'École fédérale de gymnastique et de sport devient l'École fédérale de sport de Macolin. Vu l'importance grandissante des aspects sociaux et politiques du sport, l'École fédérale de sport de Macolin connaît une réorganisation complète en 1999, qui voit la création de l'Office fédéral du sport. Dans le même temps, un lien étroit est établi avec la Haute école spécialisée bernoise.
En 2005, la Haute école fédérale de sport de Macolin naît de la fusion de l'École fédérale de sport de Macolin et de l'Institut des sciences du sport de Macolin. En 2010, Jeunesse et Sport, principal programme d'encouragement du sport de la Confédération, est détaché de la Haute école fédérale de sport de Macolin et passe sous la responsabilité de l'Office fédéral du sport. Ce transfert donne à la Haute école fédérale de sport de Macolin l’assise nécessaire pour se consacrer entièrement à sa vocation de haute école.

## Enseignement
La Haute école fédérale de sport de Macolin propose des formations et de formations continues axées sur les sciences du sport et sur sa pratique. Ses filières bachelor et master ont pour but de préparer les étudiants à exercer une activité dans le domaine du sport d’élite, des loisirs, du sport associatif, de l’organisation de manifestations sportives ou de l'enseignement en milieu scolaire, ou à poursuivre une carrière universitaire. Les étudiants d’autres hautes écoles suisses peuvent suivre des modules de formation à la Haute école fédérale de sport de Macolin (appelés « semaines Haute école de Macolin »).
Les formations continues de la Haute école fédérale de sport de Macolin, dont certaines sont organisées avec des partenaires, ont pour objectif d'approfondir plusieurs branches des sciences du sport ou d'obtenir une qualification complémentaire. Sont proposés des CAS, DAS et MAS[Quoi ?] ainsi que des cours d'un ou de plusieurs jours.
Macolin forme également des entraîneurs dans le sport de performance. La Haute école fédérale de sport de Macolin propose, en collaboration avec Swiss Olympic et l'association professionnelle des entraîneurs de sport de performance et de sport d'élite, des formations d’entraîneur professionnel et d’entraîneur diplômé.

## Recherche et développement
La Haute école fédérale de sport de Macolin mène des activités de recherche et de développement au profit des fédérations sportives, des cantons et de la Confédération.
Les travaux de recherche appliquée et de développement dans le domaine des sciences du sport englobent notamment la saisie, l’analyse et l’optimisation du comportement en matière de sport et d’activité physique au moyen de systèmes de capteurs, de journaux d’entraînement électronique ou de tests développés à l’interne. Ils peuvent porter aussi sur des sujets tels que l'économie du sport d'élite ou le développement d’outils pour la formation des enseignants de sport et le développement de la qualité de l’éducation physique à l’école.
Les projets de recherche et de développement sont le fruit de collaborations nationales et internationales.
La Haute école fédérale de sport de Macolin exploite la plus grande médiathèque du sport de Suisse, offrant plus de 46 000 documents en français, allemand, italien et anglais.